# Reggiolo
Reggiolo (emilián nyelven Rezōl) település Olaszországban, Emilia-Romagna régióban, Reggio Emilia megyében. Lakosainak száma 9161 fő (2023. január 1.). Reggiolo Campagnola Emilia, Fabbrico, Luzzara, Novellara, Rolo, Gonzaga, Guastalla és Moglia községekkel határos.

## Népesség
A település lakossága az elmúlt években az alábbi módon változott:
| Lakosok száma | 9192 | 9110 | 9161 |
|               | 2017 | 2018 | 2023 |

## Híres emberek
- Itt született 1959. június 10-én Carlo Ancelotti olasz válogatott labdarúgó és edző.